# 獻主會聖母院書院

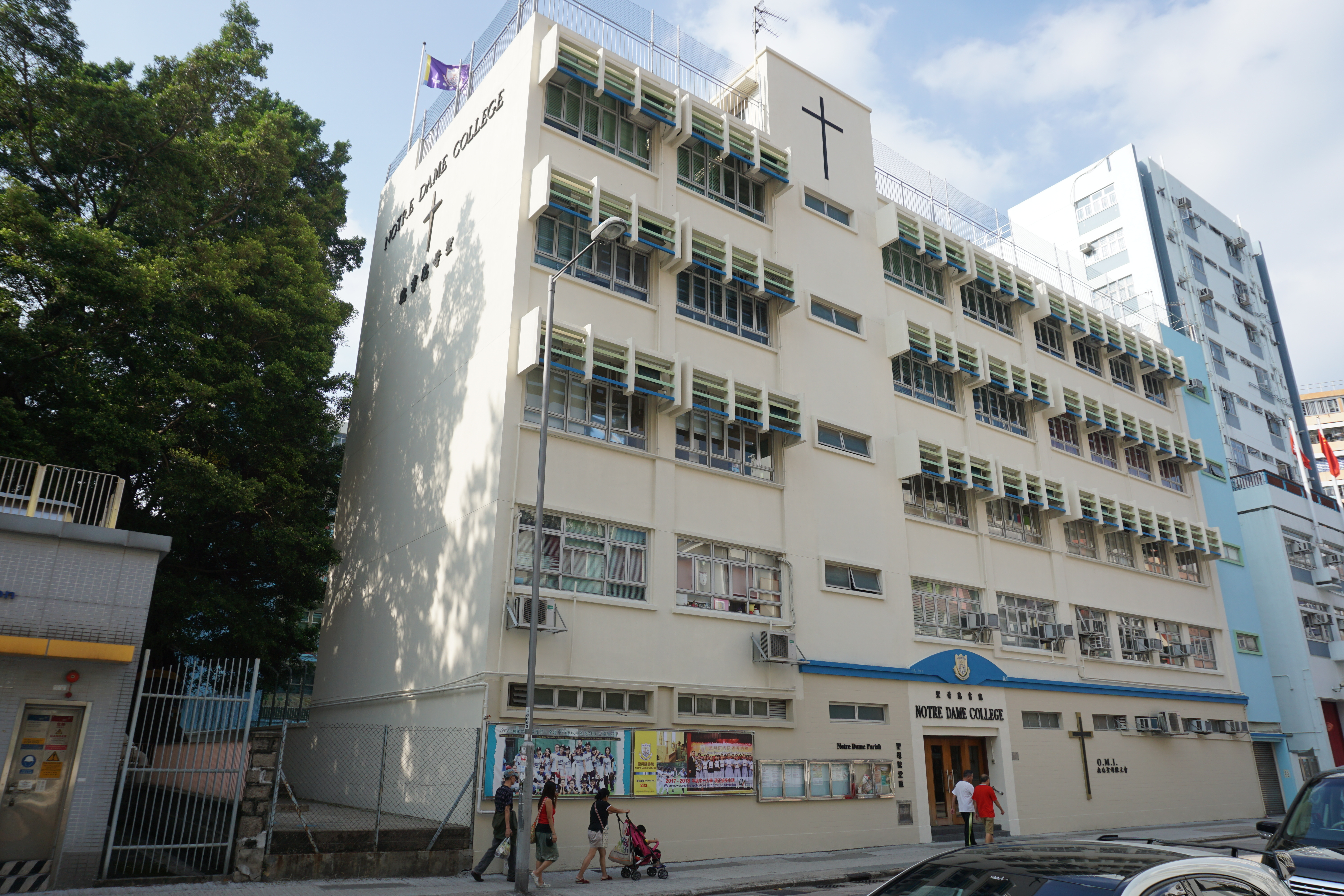
校舍東南面

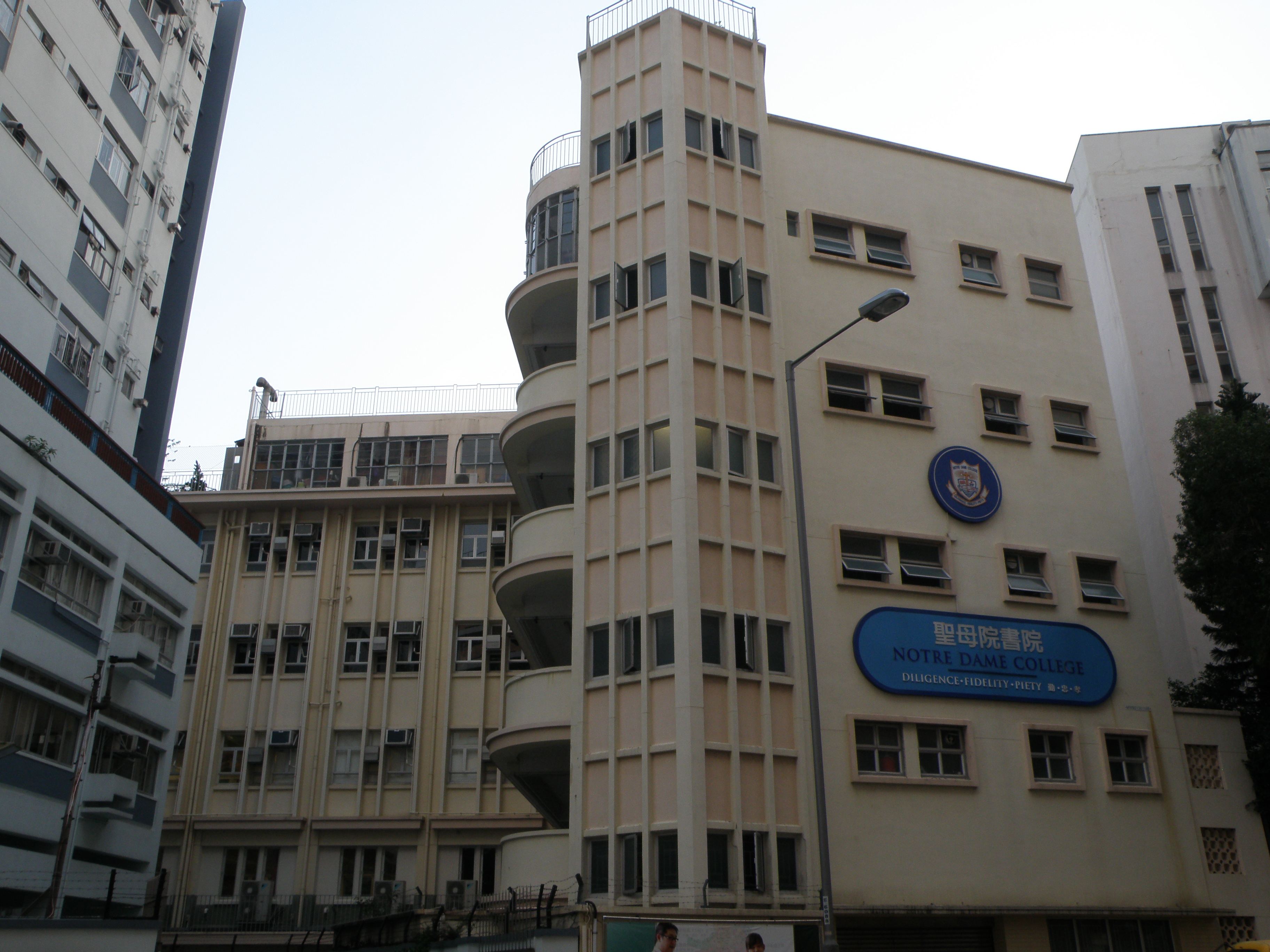
校舍翻油前

獻主會聖母院書院（英語：Notre Dame College，簡寫：NDC）是1967年由無玷聖母獻主會在香港創辦的第一所天主教津貼男女子中學。 以「勤、忠、孝」為校訓，傳授知識、傳揚福音、改善社會等為辦學目的。培養學生忠於天主兒女身分和生活中各職分，勤奮服務，尊敬父母，履行生命中各種使命。

## 歷史
此校早於1961年籌辦。及後，適逢天主教香港教區打算於現址開辦中學一所，遂將該擬建學校交由無玷聖母獻主會開辦，並於1967年正式創立，同年10月27日由時任教育司簡乃傑主持揭幕禮。
創校首八年，此校僅收男生，直至1975年才兼收男女生，再於三年後接受津貼。此外，聖母院書院亦曾一度設立夜校部，但已於1992年停辦。
因應政府於1998年起推行「母語教學」政策，而此校不符合資格開設英文班，自此改以中文授課至今。
由於校舍空間不足，加上同一辦學團體曾擬將獻主會聖馬善樂小學分拆至現時校舍。因此，此校自2000年起曾多次申請校舍重置，但一直不果。

## 學校管理
學校由校董會管理學校。學校按教育改革的項目建立管理結構，以八個主要學習領域和四個關注項目為核心。法團校董會/校董會的成員包括獻主會神父、屬會小學校長、前任校長、家長、教員、校友及學校校長。學校於2011年8月取得由香港考試及評核局頒發的「優質評核管理認證計劃」（QAMAS）認證。
歷任校監
- 馬禮萊 神父[10]（1967年[11]-1970年，創校校監，首兩年兼任校長）
- 韋嘉年 神父（1971年-1972年、1974年-1977年，第二次任期兼任校長）
- 夏仕林 神父（1972年-1973年）
- 莫華理 神父（1978年-1979年，兼任校長）
- 翟恆修 神父[12]（1980年-1991年）
- 姜保民 神父[13]（1991年-1994年）
- 熊振仁 神父（1994年-2005年）
- 簡立和 神父（Slawomir Kalisz）（2005年起，現任校監）

歷任校長（日校）
- 馬禮萊 神父（1967年-1969年，創校校長）
- 潘友朋 先生（1969年[14]-1974年）
- 韋嘉年 神父（1974年-1977年，由校監兼任）
- 莫華理 神父（1978年-1979年，同上）
- 章黃嘉芙 女士（1979年-1982年）
- 藍天雲 先生[12][15]（1982年-2006年[16]）
- 陳君雅 先生（2006年-2010年[17]）
- 韓思騁 先生[18]（2010年-2015年，後轉職至天主教郭得勝中學）
- 蕭寶珠 女士（2015年-2016年）[19]
- 唐嘉明 先生（2016年起，現任校長）

歷任校長（夜校）
- 顧鴻勳 修士[15]

## 著名/傑出校友[20]
- 姚鳴德（1983年畢業）：香港教育局課程總發展主任（通識教育/跨課程學習）
- 譚耀基（1978年畢業）：香港消防處新界西區指揮官
- 潘淑賢（1993年畢業）︰羅兵咸永道會計師事務所高級經理
- 衛翰戈（1974年畢業）：前香港天文台助理台長
- 李浩軒（中三肄業）：香港男歌手
- 何鴻略（1982年畢業）：諾基亞（中國）投資有限公司營銷總監
- 林志強（1974年畢業）：香港海關助理參事
- 許其發（1982年畢業）：家庭科醫生
- 楊穎（Angelababy）：模特兒、女演員
- 吳恩融（1978年畢業）：香港中文大學建築學院教授[21]
- 鄭啟泰：已故香港節目主持人、唱片騎師
- 何濼生（1981年畢業）：野村國際 (香港) 有限公司董事總經理、香港總商會金融及財資服務委員會副主席、香港浸會大學經濟系客座教授
- 洪克偉（1973年中五畢業）[22]：前警務處行動處處長
- 張漢裕（1987年畢業）：新加坡南洋理工大學電機與電子工程學院助理教授
- 沈瑞翹（1975年畢業）：美國約翰霍普金斯大學醫學院教授
- 陳曉津（1994年畢業）：香港工商總會青年網絡主席、福建省福州市政策常委、廣東省河源市政策委員
- 梁伯聰（1977年中七畢業）：紡織學會美國商會胡漢輝中學前校長

## 外部連結
- 獻主會聖母院書院網站
- 獻主會聖母院書院學校概覽